# Połączone Biblioteki Wydziału Filozofii i Socjologii UW, Instytutu Filozofii i Socjologii PAN i Polskiego Towarzystwa Filozoficznego
Połączone Biblioteki Wydziału Filozofii i Socjologii UW, Instytutu Filozofii i Socjologii PAN i Polskiego Towarzystwa Filozoficznego – biblioteka naukowa założona w 1948 roku, posiadająca największy w Polsce księgozbiór filozoficzny. Stanowi połączenie trzech bibliotek – Wydziału Filozofii i Socjologii UW, Instytutu Filozofii i Socjologii PAN i Polskiego Towarzystwa Filozoficznego, z odrębnym budżetem, majątkiem, personelem i dokumentacją inwentarzową, działających formalnie w strukturze organizacyjnej jednostek macierzystych, tworzących jeden, niepodzielny system biblioteczno-informacyjny w dziedzinie filozofii, socjologii i dyscyplin pokrewnych. Mieści się i działa w budynku Wydziału Filozofii i Socjologii Uniwersytetu Warszawskiego, przy ul. Krakowskie Przedmieście 3, w Warszawie.
Bibliotekę zorganizował Janusz Krajewski, który pełnił funkcje jej dyrektora w latach 1952-1973. W latach 1978–2007 dyrektorem był Jan Siek, od 2007 funkcję tę pełni Aleksandra Łabuńska. W skład biblioteki wchodzi wypożyczalnia ogólna i międzybiblioteczna, czytelnia główna, czytelnia czasopism, dział gromadzenia i opracowania zbiorów i pracownia komputerowa.
Biblioteka posiada bogate zbiory specjalne, w skład których wchodzą zwłaszcza elementy spuścizny filozofów szkoły lwowsko-warszawskiej i całego warszawskiego ośrodka filozoficznego. Do najważniejszych należą archiwum Kazimierza Twardowskiego, archiwalia Janiny Kotarbińskiej i Tadeusza Kotarbińskiego, spuścizna piśmiennicza Marii Ossowskiej, spuścizna piśmiennicza Mieczysława Wallisa, marginalia filozoficzne Stanisława Ignacego Witkiewicza oraz nagrania dźwiękowe (np. wykładów Władysława Tatarkiewcza). Biblioteka posiada także zbiór prac magisterskich, doktoranckich i habilitacyjnych oraz rękopisów i maszynopisów niewydanych prac filozofów polskich. W skład jej księgozbioru weszły także książki należące do wielu byłych pracowników, m.in. bogaty księgozbiór Kazimierza Ajdukiewcza.